# لیگ برتر فوتبال ایران ۸۶–۱۳۸۵
لیگ برتر فوتبال ایران ۸۶–۱۳۸۵ ششمین دوره جام خلیج فارس و بیست و پنجمین دوره لیگ فوتبال ایران که توسط فدراسیون فوتبال ایران برگزار شد.
تیم سایپا کرج برای سومین بار قهرمان این دوره از رقابت‌ها شد و به مسابقات لیگ قهرمانان آسیا ۲۰۰۸ راه پیدا کرد.

## تیم‌ها بر پایه استان
| استان       | تعداد تیم‌ها | تیم‌ها                                            |
| ----------- | ----------- | ------------------------------------------------ |
| تهران       | ۷           | استقلال، پرسپولیس، پاس، سایپا، صبا راه‌آهن، پیکان |
| خوزستان     | ۲           | فولاد، استقلال اهواز                             |
| اصفهان      | ۲           | سپاهان، ذوب‌آهن                                   |
| فارس        | ۲           | فجر سپاسی، برق شیراز                             |
| گیلان       | ۱           | ملوان                                            |
| خراسان رضوی | ۱           | ابومسلم                                          |
| کرمان       | ۱           | مس                                               |

## جدول لیگ
| رتبه | تیم           | بازی | برد | مساوی | باخت | گل زده | گل خورده | گل تفاضل | امتیاز | صعود یا سقوط                                |
| ---- | ------------- | ---- | --- | ----- | ---- | ------ | -------- | -------- | ------ | ------------------------------------------- |
| ۱    | سایپا         | ۳۰   | ۱۵  | ۱۱    | ۴    | ۴۵     | ۳۱       | ۱۴+      | ۵۶     | صعود به مرحله گروهی لیگ قهرمانان آسیا ۲۰۰۸  |
| ۲    | استقلال اهواز | ۳۰   | ۱۶  | ۶     | ۸    | ۳۳     | ۲۸       | ۵+       | ۵۴     |                                             |
| ۳    | پرسپولیس      | ۳۰   | ۱۴  | ۱۱    | ۵    | ۴۹     | ۳۳       | ۱۶+      | ۵۳     |                                             |
| ۴    | استقلال       | ۳۰   | ۱۴  | ۱۰    | ۶    | ۳۹     | ۳۰       | ۹+       | ۵۲     |                                             |
| ۵    | سپاهان        | ۳۰   | ۱۴  | ۷     | ۹    | ۴۱     | ۲۸       | ۱۳+      | ۴۹     | صعود به مرحله گروهی لیگ قهرمانان آسیا ۲۰۰۸۱ |
| ۶    | ابومسلم       | ۳۰   | ۱۱  | ۱۰    | ۹    | ۴۰     | ۳۶       | ۴+       | ۴۳     |                                             |
| ۷    | پیکان         | ۳۰   | ۱۱  | ۸     | ۱۱   | ۳۷     | ۴۲       | ۵−       | ۴۱     |                                             |
| ۸    | ذوب‌آهن        | ۳۰   | ۱۰  | ۹     | ۱۱   | ۳۹     | ۴۲       | ۳−       | ۳۹     |                                             |
| ۹    | مس            | ۳۰   | ۸   | ۱۲    | ۱۰   | ۳۵     | ۳۹       | ۴−       | ۳۶     |                                             |
| ۱۰   | فجر سپاسی     | ۳۰   | ۷   | ۱۳    | ۱۰   | ۲۹     | ۳۲       | ۳−       | ۳۴     |                                             |
| ۱۱   | پاس           | ۳۰   | ۷   | ۱۳    | ۱۰   | ۳۶     | ۳۶       | ۰        | ۳۴     | کسر ۱ امتیاز۲                               |
| ۱۲   | برق شیراز     | ۳۰   | ۸   | ۹     | ۱۳   | ۳۵     | ۴۵       | ۱۰−      | ۳۳     |                                             |
| ۱۳   | صبا           | ۳۰   | ۷   | ۱۱    | ۱۲   | ۲۸     | ۳۱       | ۳−       | ۳۲     |                                             |
| ۱۴   | ملوان         | ۳۰   | ۷   | ۱۱    | ۱۲   | ۲۱     | ۳۰       | ۹−       | ۳۲     |                                             |
| ۱۵   | فولاد         | ۳۰   | ۵   | ۱۳    | ۱۲   | ۲۴     | ۳۳       | ۹−       | ۲۸     | پلی آف سقوط به لیگ آزادگان ۸۷–۱۳۸۶          |
| ۱۶   | راه‌آهن        | ۳۰   | ۲   | ۱۴    | ۱۴   | ۳۰     | ۴۵       | ۱۵−      | ۲۰     | پلی آف سقوط به لیگ آزادگان ۸۷–۱۳۸۶          |

## نتیجه
| قهرمان لیگ برتر فوتبال ایران ۸۶-۸۵ |
| ---------------------------------- |
| سایپا کرج                          |
| اولین قهرمانی                      |

## جدول بازیکنان لیگ

### جدول گلزنان
| بازیکن              |    | تیم           |
| ------------------- | -- | ------------- |
| دنیل اولروم         | ۱۷ | ابومسلم       |
| مهدی رجب زاده       | ۱۷ | ذوب آهن       |
| فریدون فضلی         | ۱۳ | استقلال اهواز |
| عباس آقایی          | ۱۳ | پاس تهران     |
| محسن بیاتی نیا      | ۱۱ | پیکان         |
| روبرت مارکوسی       | ۱۰ | برق شیراز     |
| مهرزاد معدنچی       | ۱۰ | پیروزی        |
| علی دایی            | ۱۰ | سایپا         |
| عماد محمد رضا       | ۹  | سپاهان        |
| علیرضا واحدی نیکبخت | ۸  | پیروزی        |
| محسن خلیلی          | ۸  | سایپا         |
| هادی اصغری          | ۸  | راه آهن       |

### جدول پاس گل
| بازیکن              | پاس گل | تیم           |
| ------------------- | ------ | ------------- |
| علیرضا واحدی نیکبخت | ۸      | پیروزی        |
| ایوان پتروویچ       | ۸      | ابومسلم       |
| مهدی رجب زاده       | ۷      | ذوب آهن       |
| مهرداد کریمیان      | ۶      | برق شیراز     |
| امید شریفی نسب      | ۶      | سایپا         |
| آدریانو آلوز        | ۵      | مس کرمان      |
| هاشم بیگ زاده       | ۵      | فجر سپاسی     |
| فریدون فضلی         | ۵      | استقلال اهواز |
| میلاد میداودی       | ۵      | استقلال اهواز |
| رابرت ساها          | ۵      | پیروزی        |
| احمد تقوی           | ۵      | راه آهن       |
| داریوش یزدانی       | ۵      | سایپا         |

### جدول کارت
| بازیکن             |    |   |   | تیم              |
| ------------------ | -- | - | - | ---------------- |
| سهراب بختیاری‌زاده  | ۹  | ۱ | ۲ | صبا باتری        |
| محمد مطوری         | ۱۲ | ۰ | ۰ | برق شیراز        |
| صابر میرقربانی     | ۱۰ | ۰ | ۰ | مس کرمان         |
| احمد مومن‌زاده      | ۱۰ | ۰ | ۰ | سایپا            |
| علیرضا واحدی‌نیکبخت | ۹  | ۱ | ۰ | پیروزی           |
| رضا نیک‌نظر         | ۹  | ۱ | ۰ | ملوان بندر انزلی |
| مجید نورمحمدی      | ۸  | ۰ | ۱ | ابومسلم          |
| محسن بیات          | ۹  | ۰ | ۰ | صبا باتری        |
| غلامرضا رضایی      | ۹  | ۰ | ۰ | فجر سپاسی        |
| مازیار زارع        | ۹  | ۰ | ۰ | ملوان بندر انزلی |

## نتایج بازی‌ها
- تیم میزبان در سمت راست و تیم مهمان در سمت بالا آمده‌است.

| میزبان/مهمان                | ابومسلم | برق | \|استقلال تهران | استقلال اهواز | فولاد | ملوان | مس  | پاس | پیکان | پرسپولیس | راه آهن | صباباتری | سایپا | سپاهان | فجر سپاسی | ذوب آهن |
| ابومسلم                     |         | ۱-۰ | ۱-۱             | ۳-۴           | ۱-۰   | ۳-۲   | ۱-۱ | ۳-۲ | ۲-۱   | ۳-۲      | ۱-۳     | ۲-۰      | ۱-۱   | ۲-۰    | ۱-۰       | ۴-۱     |
| برق شیراز                   | ۱-۱     |     | ۱-۲             | ۱-۰           | ۲-۴   | ۰-۱   | ۱-۴ | ۱-۰ | ۲-۱   | ۱-۲      | ۳-۱     | ۰-۰      | ۱-۲   | ۲-۱    | ۱-۱       | ۲-۲     |
| استقلال                     | ۱-۰     | ۳-۰ |                 | ۱-۱           | ۳-۲   | ۲-۱   | ۰-۰ | ۲-۱ | ۰-۱   | ۱-۱      | ۱-۱     | ۱-۱      | ۱-۲   | ۲-۱    | ۳-۲       | ۲-۱     |
| استقلال اهواز               | ۲-۱     | ۰-۰ | ۰-۱             |               | ۰-۰   | ۰-۰   | ۱-۱ | ۳-۱ | ۱-۰   | ۱-۰      | ۱-۰     | ۲-۰      | ۲-۰   | ۲-۱    | ۱-۰       | ۱-۱     |
| باشگاه فوتبال فولاد خوزستان | ۱-۰     | ۱-۲ | ۰-۰             | ۰-۱           |       | ۰-۰   | ۲-۱ | ۱-۱ | ۰-۱   | ۰-۰      | ۳-۱     | ۰-۱      | ۱-۲   | ۰-۰    | ۰-۳       | ۱-۱     |
| ملوان بندر انزلی            | ۰-۰     | ۲-۱ | ۰-۱             | ۰-۱           | ۱-۱   |       | ۲-۱ | ۲-۲ | ۰-۰   | ۰-۰      | ۲-۱     | ۲-۳      | ۰-۰   | ۰-۲    | ۱-۰       | ۱-۰     |
| مس کرمان                    | ۰-۰     | ۲-۱ | ۰-۱             | ۳-۱           | ۱-۱   | ۱-۰   |     | ۰-۱ | ۱-۱   | ۰-۰      | ۱-۱     | ۲-۳      | ۲-۲   | ۲-۱    | ۲-۰       | ۱-۱     |
| پاس                         | ۱-۱     | ۲-۲ | ۱-۱             | ۱-۰           | ۱-۰   | ۱-۲   | ۰-۱ |     | ۳-۰   | ۱-۱      | ۲-۲     | ۲-۱      | ۱-۲   | ۰-۰    | ۱-۱       | ۱-۱     |
| پیکان                       | ۲-۲     | ۱-۳ | ۲-۱             | ۳-۲           | ۰-۱   | ۱-۱   | ۴-۲ | ۲-۱ |       | ۰-۲      | ۰-۰     | ۰-۰      | ۲-۰   | ۰-۴    | ۲-۲       | ۲-۱     |
| پیروزی                      | ۳-۴     | ۱-۰ | ۲-۱             | ۴-۰           | ۲-۱   | ۱-۰   | ۴-۱ | ۱-۱ | ۳-۴   |          | ۱-۲     | ۱-۰      | ۲-۲   | ۲-۱    | ۲-۲       | ۳-۱     |
| راه آهن                     | ۰-۰     | ۱-۱ | ۱-۲             | ۱-۳           | ۱-۱   | ۰-۰   | ۱-۲ | ۱-۲ | ۱-۲   | ۱-۲      |         | ۰-۰      | ۰-۰   | ۱-۱    | ۱-۱       | ۱-۲     |
| صباباتری                    | ۱-۱     | ۳-۰ | ۲-۳             | ۱-۰           | ۰-۰   | ۱-۰   | ۴-۱ | ۰-۰ | ۰-۱   | ۰-۱      | ۱-۱     |          | ۱-۲   | ۰-۰    | ۰-۱       | ۱-۲     |
| سایپا                       | ۲-۱     | ۱-۱ | ۳-۱             | ۰-۱           | ۲-۲   | ۱-۱   | ۲-۰ | ۱-۱ | ۲-۱   | ۲-۲      | ۳-۱     | ۱-۱      |       | ۴-۲    | ۱-۰       | ۲-۱     |
| سپاهان                      | ۱-۰     | ۳-۱ | ۱-۰             | ۴-۰           | ۲-۱   | ۲-۰   | ۱-۱ | ۱-۰ | ۲-۱   | ۰-۰      | ۱-۰     | ۳-۲      | ۱-۰   |        | ۱-۲       | ۲-۰     |
| فجر سپاسی                   | ۲-۰     | ۱-۳ | ۱-۱             | ۰-۱           | ۰-۰   | ۲-۰   | ۰-۰ | ۰-۳ | ۱-۰   | ۱-۱      | ۲-۲     | ۱-۱      | ۰-۱   | ۱-۱    |           | ۱-۰     |
| ذوب آهن                     | ۱-۰     | ۱-۱ | ۰-۰             | ۰-۱           | ۳-۰   | ۲-۰   | ۷   | ۳-۲ | ۲-۲   | ۲-۳      | ۴-۳     | ۱-۰      | ۰-۲   | ۲-۱    | ۱-۱       |         |

## داوران
| #  | داوران          | تعداد قضاوت در این فصل |
| -- | --------------- | ---------------------- |
| ۱  | مسعود مرادی     | ۱۸                     |
| ۲  | رحیم رحیمی‌مقدم  | ۱۸                     |
| ۳  | محسن قهرمانی    | ۱۷                     |
| ۴  | هدایت ممبینی    | ۱۶                     |
| ۵  | نوید مظفری      | ۱۶                     |
| ۶  | خداداد افشاریان | ۱۶                     |
| ۷  | سعید مظفری‌زاده  | ۱۵                     |
| ۸  | یداله جهانبازی  | ۱۴                     |
| ۹  | محسن ترکی       | ۱۴                     |
| ۱۰ | محمود رفیعی     | ۱۳                     |
| ۱۱ | علی خسروی       | ۱۱                     |
| ۱۲ | علیرضا فغانی    | ۱۱                     |
| ۱۳ | البرز حاجی‌پور   | ۱۱                     |

| #  | داوران          | تعداد قضاوت در این فصل |
| -- | --------------- | ---------------------- |
| ۱۴ | قاسم واحدی      | ۹                      |
| ۱۵ | شاهین حاج‌بابایی | ۹                      |
| ۱۶ | احمد صالحی      | ۸                      |
| ۱۷ | سعادت باغبان    | ۸                      |
| ۱۸ | تورج حق‌وردی     | ۴                      |
| ۱۹ | سعید بخشی‌زاده   | ۳                      |
| ۲۰ | محمدحسین اسدی   | ۲                      |
| ۲۱ | علی‌اکبر جهانی   | ۲                      |
| ۲۲ | جمشید دانش‌مهر   | ۲                      |
| ۲۳ | ایرج ساعدی      | ۱                      |
| ۲۴ | فیلیکس بریش     | ۱                      |
| ۲۵ | آلفونسو یرز     | ۱                      |

### پلی آف سقوط
| راه‌آهن | ۱ – ۰ | فولاد خوزستان |
| ------ | ----- | ------------- |
|        |       |               |

- تیم باشگاه فوتبال فولاد خوزستان به لیگ آزادگان ۸۷–۱۳۸۶ سقوط کرد.